# Bo Visser
Bo Visser is een Nederlandse illustrator.

## Illustraties
- Alles anders (2016)
- De schim in het kasteel (1999)
- De geheimzinnige bewaker (1998)
- De vampier expres (1998)
- Een monster onder mijn bed! (1997)
- Gevangen in een game (1997)

- International Standard Name Identifier: 0000 0003 9600 2969
- Nederlandse Thesaurus van Auteursnamen: 142630810
- Virtual International Authority File: 290831666
- WorldCat: E39PBJvhvycJVQYQGjd8bdV6Kd